# Ivan Ivanovič Michel'son
Johann von Michelson, noto in Russia come Ivan Ivanovič Michel'son (in russo Иван Иванович Михельсон?; Reval, 3 maggio 1740 – Bucarest, 17 agosto 1807), comandante della fortezza di Königsberg dal maggio del 1761 all'agosto 1762, fu il principale artefice della sconfitta della rivolta di Pugačëv nel 1773-1774..

## Biografia
Michelson nacque a Reval nel Governatorato dell'Estonia da una famiglia nobile locale appartenente all'etnia dei tedeschi del Baltico. I suoi primi anni di carriera nell'esercito russo li trascorse in una serie di conflitti: dapprima la guerra dei Sette anni, poi la guerra russo-turca del 1768–1774 ed infine la guerra contro la Confederazione di Bar.
Dalla fine del 1773 Michelson ottenne il rango di tenente colonnello nel reggimento dei carabinieri di San Pietroburgo e, dopo che l'esercito zarista ebbe combattuto nei territori occupati dai ribelli di Emel'jan Ivanovič Pugačëv, venne nominato governatore. Michelson era noto per la sua grande energia nella lotta ai ribelli che fu in grado di schiacciare in ogni occasione. La sua vittoria più importante fu la battaglia di Kazan dove guidò le forze che sollevarono l'assedio dalla città. Quando le truppe di Michelson giunsero sul posto il 13 luglio, l'esercito di Pugačëv aveva circondato il cremlino della città dove si erano ritirati gli ultimi cittadini fedeli alla causa zarista. Michelson lanciò un attacco pesante sui ribelli, inseguendoli poi lungo la sponda destra del fiume Volga. Si rifiutò di rallentare e pertanto i ribelli si dovettero raggruppare presso Tsaritsyn. I due eserciti si scontrarono presso Chyorny Yar il 25 agosto successivo, dove le forze di Michelson annientarono 10.000 ribelli con soli 5000 uomini, facendo 2000 morti e 6000 prigionieri al nemico, perdendo solo 90 uomini.
Per il suo valente servizio nella repressione della rivolta, Caterina II di Russia concesse a Michelson molti onori: una residenza nel governatorato di Vitebsk, la spada d'oro al coraggio con diamanti, il rango di colonnello. Il 12 febbraio 1775 Michelson ottenne la III classe dell'Ordine imperiale di San Giorgio e sempre in quello stesso anno ottenne il comando di un reggimento di corazzieri e poi delle guardie del corpo della zarina. Nel 1778 venne promosso maggiore generale ed ottenne la medaglia dell'Ordine Imperiale di Sant'Aleksandr Nevskij. Nel 1781 ottenne il titolo onorifico di maggiore nel reggimento della guardia e dal 1786 venne promosso tenente generale.
Con lo scoppio della guerra contro la Svezia, Michelson ottenne il comando di un corpo d'armata nelle file del generale Valentin Platonovich Musin-Pushkin. Nel 1797 venne promosso generale di cavalleria. Nel 1803 ottenne il comando del governatorato militare della Bielorussia, gestendo l'amministrazione civile anche dei governatorati di Mogilev e Vitebsk. Nel 1805 ottenne il comando delle forze assemblate al confine occidentale della Russia, e l'anno successivo il comando sull'armata del Dniepr destinata alla campagna militare contro gli ottomani. Per aver preso parte alla prima parte della campagna, ottenne la più alta onorificenza russa, l'Ordine di Sant'Andrea. Mentre la sua armata era occupata in Moldavia, il generale von Michelson morì improvvisamente a Bucarest. Il suo corpo venne trasportato a Ivanovo (attuale oblast di Pskov), residenza concessagli dalla zarina per le sue operazioni contro Pugačëv. La sua tomba venne razziata durante la rivoluzione russa.